# Le Touquet-Paris-Plage
Le Touquet-Paris-Plage – miejscowość i gmina we Francji, w regionie Hauts-de-France, w departamencie Pas-de-Calais.
Według danych na rok 1990 gminę zamieszkiwało 5596 osób, a gęstość zaludnienia wynosiła 366 osób/km² (wśród 1549 gmin regionu Nord-Pas-de-Calais Le Touquet-Paris-Plage plasuje się na 158. miejscu pod względem liczby ludności, natomiast pod względem powierzchni na miejscu 124.).
W Le Touquet-Paris-Plage zmarł Maxence van der Meersch, pisarz francuski.

## Współpraca
Miejscowość partnerska:
- Rixensart, Belgia